# Departamento Zapala
Das Departamento Zapala liegt im Zentrum der Provinz Neuquén im Süden Argentiniens und ist eine von 16 Verwaltungseinheiten der Provinz. 
Es grenzt im Nordosten an das Departamento Añelo, im Osten an das Departamento Confluencia, im Südosten an das Departamento Picún Leufú, im Südwesten an das Departamento Catán Lil und im Nordwesten an das Departamento Picunches. 
Die Hauptstadt des Departamento Zapala ist das gleichnamige Zapala.

## Bevölkerung

### Übersicht
Das Ergebnis der Volkszählung 2022 ist noch nicht bekannt. Bei der Volkszählung 2010 war das Geschlechterverhältnis mit 17.974 männlichen und 18.575 weiblichen Einwohnern ausgeglichen mit einem knappen Frauenüberhang.
Nach Altersgruppen verteilte sich die Einwohnerschaft auf 10.075 Personen (27,6 %) im Alter von 0 bis 14 Jahren, 23.937 Personen (65,5 %) im Alter von 15 bis 64 Jahren und 2.537 Personen (6,9 %) von 65 Jahren und mehr.

### Bevölkerungsentwicklung
Das Gebiet ist sehr dünn besiedelt. Die Bevölkerungszahl ist seit 1947 stetig gestiegen. Die Schätzungen des INDEC gehen von einer Bevölkerungszahl von 40.803 Einwohnern per 1. Juli 2022 aus.
| Jahr | 1947  | 1960   | 1970   | 1980   | 1991   | 2001   | 2010   | 2022    |
| Einwohner                                                                                                | 9.996 | 11.859 | 16.727 | 22.979 | 31.167 | 35.806 | 36.549 | k. Ang. |
| Bevölkerungsentwicklung des Departements seit 1947; Quelle: Ergebnisse der Volkszählungen in Argentinien |       |        |        |        |        |        |        |         |

## Städte und Gemeinden
Das Departamento Zapala gliedert sich in Zapala (eine Gemeinde erster Kategorie), Mariano Moreno (eine Gemeinde zweiter Kategorie) und die Comisiones de Fomento Covunco Abajo, Los Catutos, Ramón M. Castro und Villa del Puente Picún Leufú. Weitere Kleinsiedlungen (parajes) sind Barda Negra, Bardita, La Amarga, Laguna Blanca, Laguna Miranda, Los Hornos, Mallín del Muerto, Ñireco, Paso de los Indios und Santo Domingo.